# Letališče Šoštanj
Letališče Šoštanj (ICAO: LJSO, nekoč: LJVE imenovano Velenje), imenovano tudi Lajše je javno letališče v naselju Topolšica, Slovenija. Letališče služi mestu Velenje in Šoštanj. Letališče je skrito v dolini obdani z okoliškimi hribi. Leži 2 km severno od Šoštanja in 6 km severozahodno od Velenja. Letališče ima samo enosmerno stezo, vzlet je dovoljen samo v smeri 15, pristanek pa samo v smeri 33. Zaradi kratke asfaltne vzletno-pristajalne steze je namenjeno le malim letalom splošnega letalstva do 5.670 kg (12.500 lb) MTOM .  Težji zrakoplovi lahko pristanejo po presoji vodje zrakoplova, če je zmogljivost ustrezna. Primeri najtežjih zrakoplovov, ki so jih uporabljali v LJSO so: CH-47 Chinook špansko vojaško letalstvo z 22680 kg MTOM, Cougar slovenskega vojaškega letalstva z 9000 kg MTOM, Solinair Turbolet 410 s 6600 kg MTOM in Gorenje Cessna Citation I s 5375 kg MTOM. Socata TBM z 3353 kg MTOM, Piper Chieftain z 3175 kg MTOM in Piper Seneca z 2155 kg MTOM lahko vzletita brez težav. Letališče vzdržuje Šaleški aeroklub.

## Zgodovina

### Prva zanimanja za letalstvo v Šaleški dolini
V 1920ih je vojaški pilot - lovec veteran aprilske vojne in domačin Karel Štrbenk večkrat preletel svojo domačo hišo v Velenju z dvokrilnim letalom in bil prvi, ki se je podal na profesionalno letalsko pot iz Šaleške doline.  Štrbenk je med aprilsko vojno letel z lovskim letalom Messerschmitt Bf 109 v Kraljevih Jugoslovanskih zračnih silah in potrjeno sestrelil vsaj eno letalo Junkers Ju-87 Stuka Nemških zračnih sil - Luftwaffe pri obrambi Beograda, kasneje je strmoglavil, ko ga je zadel nemški as Max-Hellmuth Ostermann ob 12:43 6.aprila 1941. V Štrbenkov spomin so v Velenju leta 1984 po njemu poimenovali ulico Štrbenkova cesta.
Nadaljno zanimanje za letalstvo v Šaleški dolini je spodbudil tudi pristanek prvega italijanskega motornega letala leta 1927. Drugo letalo je v Šoštanju pristalo leta 1930 pod Marovškovo graščino v bližini sedanjega letališča. To letalo je bilo Comper Swift v lasti industrialca Tomáša Bate leta 1930. 
Letalska navdušenca Maks Medved in Valter Muhovec sta v tridesetih letih poskušala zaobiti pomanjkanje orodja in opreme ter sestavila doma izdelano jadralno letalo ; vendar je bilo letalo med poskusno vožnjo leta 1937 popolnoma uničeno. Dvojica sta nato za pomoč pritegnila strokovnjaka Žarka Majcna, ki je bil aktiven letalec in inštruktor letenja v aeroklubu Naša Krila v Mariboru in ustanovila svoj letalski klub. 

### Aeroklub pred drugo svetovno vojno
Ustanovni zbor kluba je bil 19. februarja 1939, na katerem je bil za predsednika odbora izvoljen Valter Muhovec. Leta 1939 se je po načrtih in pod strokovnim vodstvom Žarka Majcna iz Maribora začela gradnja jadralnega letala DFS Zögling. Izdelali so tudi preprost "simulator letenja". Po sedmih mesecih in 1500 urah gradnje je bilo jadralno letalo Zögling končano. Prvi testni let je opravil Mariborski inštruktor Žarko Majcen 24. septembra 1939 v Lajšah. Po uspešno opravljenem preizkusu so organizirali začetni tečaj jadralnega letenja. Do 22. novembra 1939 so opravili nekaj izpitov "A". 3. februarja 1940 je oblast prepovedala delovanje aerokluba. 11. decembra 1940 so imeli člani v Šoštanju občni zbor in ustanovili so modelarski odsek. Izvolili so novega predsednika uprave dr. Staneta Medica in podpredsednika Srečka Robinščaka. Težnje teh zgodnjih letalcev je presekal izbruh druge svetovne vojne. 

### Druga svetovna vojna
Med drugo svetovno vojno je bila prepovedana športna dejavnost. Se je pa v okolici letališča zgodilo več vojaški letalskih dogodkov. Naj opaznejša sta bila:

#### Strmoglavljenje B-17
Strmoglavljenje zavezniškega ameriškega Boeing B-17 G Flying Fortress (leteča trdnjava) MSN 42-31841 24.5.1944 nad Šoštanjem
Zavezniški bombnik Boeing B-17 je 24. maja 1944 ob 10.16 dopoldne sestrelil nemški Messerschmitt Bf-109 iz lovske skupine JG-27, ki je patruljirala nad Zagrebom. Lovsko letalo je pilotiral nadporočnik as Ernst Georg Altnorthoff. Na višini 8.000 metrov so odkrili 50 zavezniških štirimotornih bombnikov, ki pa so jih kmalu opazili. Po težavah z gorivom – odvrgel je rezervoar, kar so opazili tudi na zemlji – se je Altnorthoff odločil za napad z zadnje strani in ga usmeril na levi notranji motor izbranega bombnika. Zavezniški bombnik je bil zadet v polno, vendar je bil tudi Altnorthoffov Messerschmitt zadet iz strojnic v zadnjem delu bombnika. Poškodovani zavezniški bombnik B-17 se je ločil od formacije in Altnorthoff je videl, da je posadka izskočila. Ker streliva ni imel, se je poskušal vrniti, vendar se je njegovo letalo vnelo in moral je izskočiti tudi sam. S padalom je doskočil na polju v bližini dvorca Novo Celje, kjer ga je našla nemška policija. Zaradi opeklin je bil štiri mesece v bolnišnici. Njegovo pričanje je v skladu s poročilom žandarmerijske postaje Žalec.
Sestreljeni zavezniški bombnik je bil leteča trdnjava Boeing B-17G s serijsko številko 42-31841. Pripadal je 15. zračni sili, 5. bombnemu krilu, 463. bombni skupini in 775. bombni eskadrilji. Eskadrilja je imela bazo v italijanskem mestu Celone/San Nicola d'Arpi Airfield 10 km severno od Foggia, cilj leta je bilo Dunajsko okrožje Atzgersdorf, Avstrija.
Takratni šoštanjski župnik Pavel Gril je povedal: »Dva letalca sta zgorela v razbitini letala, v zraku smo videli pet ali šest padal. Govorilo se je, da so dva letalca rešili prebivalci, druge pa so zajeli Nemci. Tik pred strmoglavljenjem je v letalu ostal samo bombardir, ki je takrat že bil mrtev, navigator je izskočil, a se mu padalo ni odprlo. Ostali so srečno doskočili, vendar jih je skoraj vse zajela nemška policija.« Umrli člani posadke (KIA) so bili 25. maja 1944 pokopani na pokopališču pod farno cerkvijo sv. Mihaela v Šoštanju. Račun za pokop dveh ameriških letalcev v višini 60 RM je bil izstavljen Občini Šoštanj. Trupli so pokopali ločeno na domačem pokopališču. V registru mrtvih je kot dan smrti naveden 24. maj, dan pokopa pa je 25. maj 1944. Po vojni sta bili na pokopališču v Šoštanju ekshumirani dve trupli v ločenih grobovih, po identifikacijski tablici pa so ugotovili, da je eno od njiju poročnik Russell H. Orf.
V posadki sestreljenega zavezniškega B17 so bili:
- 1 st Russell H. Orf – Pilot (KIA)
- 2nd Edward E. Weiss – Copilot (POW)
- 2nd Carl J, Janas – Bombardier (KIA)
- 2nd Lt. John J. Wyckoff – Navigator (KIA)
- T/Sgt. Max E. Coddington – Flight Engineer (POW)
- T/Sgt. William H. Fossey – Radio Operator (POW)
- S/Sgt. James M. Drennan – Ball Turret Gunner (POW)
- S/Sgt. Cornealius V. Snedeker – Left Waist Gunner (POW)
- S/Sgt. Ralph E. Goff – Right Waist Gunner (POW)
- S/Sgt. Thomas R. Bates – Tail Gunner (evaded)

Kratice: KIA – Killed in action (umrl), POW – Prisoner of war (zajet), Evaded – uspešno pobegnil

#### Strmoglavljenje B-24
Strmoglavljenje zavezniškega britanskega RAF bombnika Consolidated B-24 J Liberator VI KH243 MSN:1399 15.11.1944 nad Lokovico pri Šoštanju
Drugi zavezniški bombnik RAF Consolidated B-24, ki ga je med 5. in 6. 11. 1944 sestrelil nemški lovec, so takoj zatem zajeli plameni, vendar je pilotu še uspelo leteti do Lokovice pri Šoštanju. Tam je zakrožil, dokler mu ni odpadel eden od motorjev. Ko pa je prišlo na letalu do manjše eksplozije, po kateri je padel v kovit, se je zrušil. Na krovu letala je bilo, še preden je to strmoglavilo, zaradi hudih poškodb in eksplozije verjetno več ranjenih in mrtvih. Bombnik je strmoglavil v Lokovici na gozdnato področje proti Paškim Vrhom.
Letalo je imelo označbo RAF Liberator VI KH243 in je pripadalo 205 skupini RAF, 240 krilo, 178 eskadrilija. Liberator, ki so jih Američani potem, ko so jih sami uporabljali kot bombnike, dali v uporabo RAF, ker so bili war weary – zdelani. Marca 1944 je 178. eskadrilja prišla v Italijo v Celone in Amendola. Ta bombnik je bil eden od dvanajstih v sestavu večje formacije 56 Wellingtonov in 35 liberatorjev z letalom vodnikom B-24 iz 614. eskadrilje. Z matičnega letališča so na nočnem oskrbovalnem letu 7 odvrgli zaloge – 400 zabojnikov za partizanske sile na osvobojenem ozemlju.
Po dosegljivih podatkih je omenjena bombnika sestrelil Hptm. Josef Krause St. Kpt. of 6./NJG1 01, Omenjeni Krause je prvi Liberator sestrelil ob 23:22 in drugega ob 23:31 (oba na LK-3/KL- 7: no height). Po podatkih Avstralskega kraljevega letalstva pri Ministrstvu za obrambo nesreče ni preživel nihče od članov posadke. Požar je bil po vsej verjetnosti tako silovit, da posadka ni imela časa, da bi izskočila.
V posadki sestreljenega zavezniškega B-24 so bili:
- STEWART Derek George – (Warrant Officer, 31, Pilot); Service Number – 408578, (KIA)
- DAVIE Stanley Richard – (Sergeant, 20 Navigator); Service Number – 1803355, (KIA)
- MATTHEWS Ivor – (Sergeant, 26 Flight Engineer); Service Number – 529628, (KIA)
- AHORN – (Sergeant); Service Number – 2202890, (KIA)
- LOUGH Francis William – (Sergeant, 24 Air Gunner); Service Number – 549446, (KIA)
- O’KANE Gerald Joseph – (Sergeant, 20 Air Gunner); Service Number – 1597880, (KIA)
- BOGIE William Greig – (Sergeant, Bomb Aimer); Service Number – 1370143, (KIA)

Kratice: KIA – Killed in action (umrl)
Med prebivalci Lokovice dogodek seveda ni ostal neopažen. Tone Florjanc je povedal, da se je zgodilo pozno ponoči, noč je bila jasna, vidljivost dobra, britanski bombnik pa osvetljen, najverjetneje zaradi požara na letalu. Letel je na veliki višini, ko se je začel iz njega valiti dim, hitro je začel izgubljati višino, potem pa je prišlo do eksplozije, ki je odnesla del desnega krila. Letalo je začelo odnašati v desno in strmoglavljati proti tlom. Spričo izgube višine je z veliko hitrostjo zadelo v gozdnat hrib pod redko naseljenim naseljem Veliki Vrh. Prišlo je do velikega požara, ob tem pa so se pojavila neosvetljena lovska letala in preletela kraj nesreče. Letalo je popolnoma zgorelo, tako da so se kovinski deli spremenili v grude. Prebrati niso mogli niti številk motorjev. Kljub temu je po sedem- destih letih še vedno najti ostanke tega letala. Franc Zacirkovnik iz Gavc nad Šmartnim ob Paki je leta 2016 Muzeju Velenje predal pesto, na katerem so bile nasajene tri elise propelerja.

### Aeroklub po drugi svetovni vojni
Po drugi svetovni vojni so se maja 1961 na letališču začele nove dejavnosti. Aeroklub je bil uradno ustanovljen 24. novembra 1971. Prvi povojni predsednik kluba je bil gospod Peter Robida, podpredsednik pa Tone Kovačič. Prvi poklicni upravnik aerokluba, ki je takrat gostoval na letališču v Levcu leta 1973 je bil Celjan gospod Vladimir Kočevar, ki je bil kasneje upravnik Letalskega centra Maribor in prometni pilot Adrie Airways. Letališka travnata steza je bila zgrajena v Lajšah med letoma 1972 in 1973. Prvi klubski srebrni C prelet je opravil Jože Ocepek 24. marca 1974 z letališča Celje na takrat obstoječe letališče Ljubljana Polje z jadralnim letalom Blanik L-13. Aeroklub je novi hangar prevzel v posest 14. decembra 1974. Asfaltna steza je bila dokončana oktobra 1980. Šaleški aeroklub je danes edini lastnik in upravljavec letališča. 
| Letalo         | reg. št. | Izvor    | Vloga  |
| -------------- | -------- | -------- | ------ |
| Robin DR400    | S5-DKE   | Francija | šlep   |
| Tecnam P92 ULN | I-C277   | Italija  | obleti |

## Objekti
Letališče ima eno asfaltno vzletno stezo dimenzij 714x18 metrov. Leži na osi s pravo smerjo 149° (329°). Pomembno je, da je zaradi okoliškega terena vzletno-pristajalna steza uporabna le v eno smer: steza 15 je samo za vzlet, medtem ko se steza 33 lahko uporablja samo za pristajanje. Območje strjene trave se razteza približno 150 m (490 ft) čez prag vzletno-pristajalne steze 33 in se lahko uporablja za manevriranje letala v ustreznem vremenu. 
Vzletno-pristajalna steza je povezana z hangarjem z eno samo tlakovano vozno stezo, označeno z A, ki zahteva bodisi povratno pot vzdolž vzletno-pristajalne steze bodisi vožnja po travi po pristanku in pred vzletom.  Na severni strani letališča je še ena vozna steza, označena kot vozna steza Y, ki se uporablja za dostop letala iz zasebnega hangarja do vzletno-pristajalne steze.
Letališče je opremljeno tudi s črpalko za gorivo in gostiščem.  Letališče nima kontrolnega stolpa in je odprto samo za lete VFR; piloti med seboj komunicirajo na frekvenci 128.305 MHz. 
Bližnji navigacijski pripomočki vključujejo:
- VOR/DME Dolsko, DOL 112.70Mhz, radial/razdalja: 026°/21.9NM
- VOR/DME Klangenfurt, KFT 113,1 Mhz, radial/razdalja: 116°/23,3 NM
- VOR/DME Koralalpe, KOR 109,4 Mhz, radial/razdalja: 168°/23,6 NM
- NDB Ljubljana, MG 296khz, smer/razdalja: QDR236/24,4NM
- NDB Klagenfurt, KFT 374khz, smer/razdalja: QDR302/25,2NM
- VOR/DME Ljubljana, LBL 117.2Mhz, radial/razdalja: 065°/27.4NM
- NDB Maribor, MI 355khz, smer/razdalja: QDR081/27.6NM
- NDB Klagenfurt, KI 313khz, smer/razdalja: QDR313/30,9NM
- NDB Maribor, MR 334khz, smer/razdalja: QDR090/31.1NM
- VOR/DME Cerklje ob Krki COK 108.25Mhz, Radial/razdalja: 332°/35.8NM